# Amomum fragrans
Amomum fragrans là một loài thực vật có hoa trong họ Gừng. Loài này được Chong Keat Lim mô tả khoa học đầu tiên năm 2014 dưới danh pháp Elettariopsis perakensis. Phân tích phát sinh chủng loại phân tử chi Amomum nghĩa rộng năm 2018 của de Boer et al. cho thấy nó thuộc về chi Amomum nghĩa hẹp, vì thế nó được Jana Leong-Škorničková và Kristýna Hlavatá chuyển sang chi Amomum. Tuy nhiên, danh pháp Amomum perakense đã được Henry Nicholas Ridley sử dụng hợp lệ từ năm 1899 để chỉ loài mà hiện nay có danh pháp chính thức là Meistera lappacea có trong khu vực từ Thái Lan tới Sumatra và Java, nên các tác giả đã đổi danh pháp của nó thành Amomum fragrans.

## Phân bố
Loài này có ở Malaysia bán đảo.